# Мушак Юрій Федорович

Пам'ятник у Козаківці

Юрій Федорович Муша́к (12 лютого 1904, с. Бряза, нині с. Козаківка, Болехівська міська рада — 22 листопада 1973, Львів) — український перекладач, педагог, літературознавець, доцент Львівський національний університет імені Івана Франка.

## Біографія
Народився Юрій Мушак 12 лютого 1904 року у бойківському селі Брєзі (Долинський повіт, Королівство Галичини та Володимирії, Австро-Угорщина, тепер Козаківка, Болехівська міська рада, Івано-Франківська область. Був дуже здібним хлопцем, мав феноменальну пам'ять і за свій талант був зарахований до Долинської гімназії. У Долині Юрко Мушак запам'ятався тим, що вивчив напам'ять старогрецькою всю «Одіссею» та декламував її на багатьох урочистостях. Пізніше за сприяння місцевого пароха (який сплачував за навчання юнака) та наставників — юний бойківчанин подався на науку до Відня. Худорлявий і жилавий, він рідко засиджувався за авдиторним столом, за що одна із студентських груп назвала Юрія Федоровича «Живчиком».
Закінчивши Львівську гімназію (1928) та відділення класичної філології Віденського університету (отримав ступінь магістра філософії), Юрій Мушак повернувся в Галичину задля викладацької праці. Від січня 1939 року викладав українську та латинську мови в Тернополі в місцевій гімназії товариства «Рідна школа», з жовтня 1939-го — в середній школі № 1. Під час німецько-радянської війни викладав у Львівській духовній семінарії. Від осені 1944-го працював у Львівський національний університет імені Івана Франка на кафедрі української мови, з 1946-го — старшим викладачем, від липня 1971 — доцентом Львівського університету (кафедра класичної філології). Це була компанійська та веселої вдачі людина, а ще новатор та палкий прихильник українства (бувало, на його заняттях студенти слов'янської філології співали латиною в інтерпретації викладача і водночас «дириґента» «Розпрягайте, хлопці, коні» та інших пісень, навіть стрілецьких)
Уперше переклав українською мовою з давньогрецької байки античного байкаря Езопа (1961), а також фрагменти філософських творів Геракліта, «Поетику» Арістотеля (у співавторстві з Йосипом Кобовим), окремі твори Платона, Плутарха, Теренція, Петронія, багатьох інших грецьких та римських, а також латиномовних письменників нової доби, зокрема, — Теофана Прокоповича. З німецької мови переклав повість «Смерть Езопа» А. Броннена. Він є автором підручників із латинської мови, численних літературознавчих статей. Також переклав «Сповідь» Августина, а редагувати цю працю взялась Валентина Семенівна Черняк, яка у свій час працювала лаборантом на університетській кафедрі української мови. Щось єднало їх і за життя, і потім, коли Юрій Федорович відійшов. «Хочу щось зробити для того чоловіка»- говорила Валентина Семенівна. До речі, Юрій Федорович мав за звичку вставляти російські слова й вислови, навмисно їх перекручуючи, проте у цьому завжди була якась родзинка.
Перед смертю лежав у лікарняному ліжку та тримав під рукою, написану грекою і латиною Біблію. Вона була розгорнута на книзі Еклезіястовій — цей текст, як і «Сповідь», Юрій Федорович любив особливо і також фразу: «Generatio praeterit et generatio advenit, terra autem in aeternum stat», що з латинської перекладається: «Покоління відходить, й покоління приходить, а земля віковічно стоїть».
Помер 22 листопада 1973 року у Львові. Похований на Личаківському цвинтарі, поле № 19. На його могилі є пам'ятник із чорного габро з бронзовим барельєфом роботи Емануїла Миська. А в грудні 2005 року в рідному селі Юрія Мушака коштом місцевих мешканців і меценатів зі Львова було відкрито пам'ятник роботи скульптора Василя Ярича.
- Є вулиця його імені у Львові.